# Комиссиона, Серджиу
Се́рджиу Комиссио́на (рум.  Sergiu Comissiona, 16 июня 1928, Бухарест — 5 марта 2005, Оклахома-Сити) — румынский, израильский и американский дирижёр, работавший в 25 странах мира.

## Биография

### Ранний этап
С пяти лет учился скрипке, в двенадцать играл в Государственном ансамбле Румынии и квартете Бухарестского радио. Изучал дирижирование под руководством Эдуарда Линденберга и Константина Сильвестри, в 17 дебютировал как дирижёр (опера Гуно «Фауст» в г. Сибиу). В 1955—1959 годах — главный дирижёр Румынской Государственной оперы.

### Годы в Израиле
В 1959 году эмигрировал в Израиль. В 1960 году организовал симфонический оркестр г. Рамат-Ган, возглавлял его до 1967 года. В 1959—1966 годах руководил симфоническим оркестром Хайфы. В 1960 году выступал с Лондонским филармоническим оркестром, в 1962—1966 годах — с Королевским балетом Лондонского Ковент-Гардена (Чайковский, Стравинский).

### Американский период
В 1965 году выступил с Филадельфийским оркестром, в 1968 году переехал в США, в 1976 году принял американское гражданство. В 1966—1977 годах — музыкальный руководитель Гётеборгского симфонического оркестра, с 1982 года — главный дирижёр Филармонического оркестра Нидерландского радио. Работал с симфоническим оркестром Балтимора (1969—1984, фактически создал этот коллектив), Хьюстонским симфоническим оркестром, симфоническим оркестром Ванкувера, был музыкальным руководителем Нью-Йоркской городской оперы, Молодёжного Оркестра Азии (AYO), созданного в 1990 году Иегуди Менухиным. Руководил Симфоническим оркестром Испанского радио и телевидения (1990—1998), Хельсинкским филармоническим оркестром (1990—1994).
Скончался от инфаркта за несколько часов до очередного выступления.

## Творчество
Активно исполнял новейшую музыку, в частности — сочинения Аллана Петтерссона, который посвятил дирижёру свою Девятую симфонию.

## Признание
Кавалер французского Ордена искусств и литературы, почетный доктор Консерватории Новой Англии (Бостон), почётный член Шведской Королевской академии музыки. Лауреат премии Дитсона (1979).